# Triple Action
Triple Action est un jeu vidéo, compilation de trois jeux d'action inspirés de l'Atari 2600, développé par APh Technological Consulting et publié par Mattel Electronics, sorti en 1981 sur la console Intellivision,.

## Système de jeu
La cartouche propose trois jeux : Battle Tanks, un duel de chars d'assaut, Racing Cars, une course contre la montre sur une autoroute et Biplane, un combat aérien entre deux biplans.

## Développement
Comme le confirme le nom du projet, Some of Theirs, Mattel souhaitait créer des jeux fortement inspirés de titres à succès de la console concurrente d'Atari. Au départ, six jeux sont prévus sur la cartouche, mais en raison des limitations d'espace, ce chiffre est ramené à cinq :
- Racing Cars, reprend le système de Street Racer ;
- Battle Tanks, celui de la variante Tank de Combat ;

- Biplane, celui de la variante Biplanes du même jeu ;

- Brickout! est un clone de Breakout ;
- Hockey, une copie de Pong.

Trouvant les copies trop ressemblantes aux originaux, et craignant des poursuites d'Atari, Mattel fait supprimer Brickout! et Hockey avant la publication.
Brickout sera plus tard intégré par Intellivision Productions aux versions PC et Mac de Intellivision Lives! (en) en 1998 puis à la console Intellivision Flashback en 2014. Il bénéficiera également d'une sortie homebrew sur l'Intellivision en 2015.

## Héritage
Triple Action, ou Racing Cars, Battle Tanks et Biplanes selon les versions, sont présents, émulés, dans la compilation Intellivision Lives! (en) sortie sur diverses plateformes.
Triple Action fait partie des jeux intégrés dans la console Intellivision Flashback, sortie en 2014.
Le 23 juin 2010, Triple Action est ajouté au service Game Room (en) de Microsoft, accessible sur Xbox 360 et PC.